# SP-613
A SP-613 é uma rodovia transversal do estado de São Paulo, administrada pelo Departamento de Estradas de Rodagem do Estado de São Paulo (DER-SP).

## Denominações
Recebe as seguintes denominações em seu trajeto:
Nome: Arlindo Bettio, Rodovia
- De – até: SP-563 (Teodoro Sampaio) – Rosana (Divisa Mato Grosso do Sul)
- Legislação: LEI 3.021 DE 15/10/81

## Descrição
Faz a ligação entre os municípios de Teodoro Sampaio e Rosana. É pavimentada e possui aproximadamente 93 km de extensão. A sua denominação atual foi o projeto do então deputado estadual José Yunes e sancionado por Paulo Salim Maluf .
Principais pontos de passagem: Teodoro Sampaio (SP 563) - Rosana (Divisa MS)

## Características

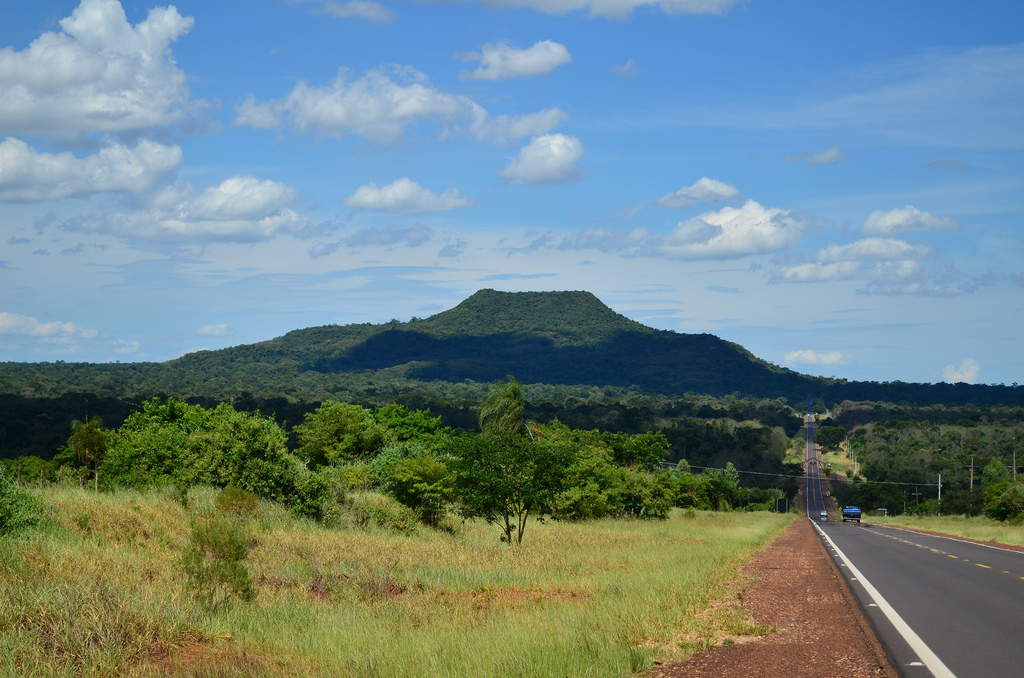
Trecho da SP-613.

### Extensão
- Km Inicial: 0,000
- Km Final: 93,650

### Localidades atendidas
- Teodoro Sampaio
- Planalto do Sul
- Euclides da Cunha Paulista
- Primavera
- Rosana